# St. Mauritius (Schwärzelbach)

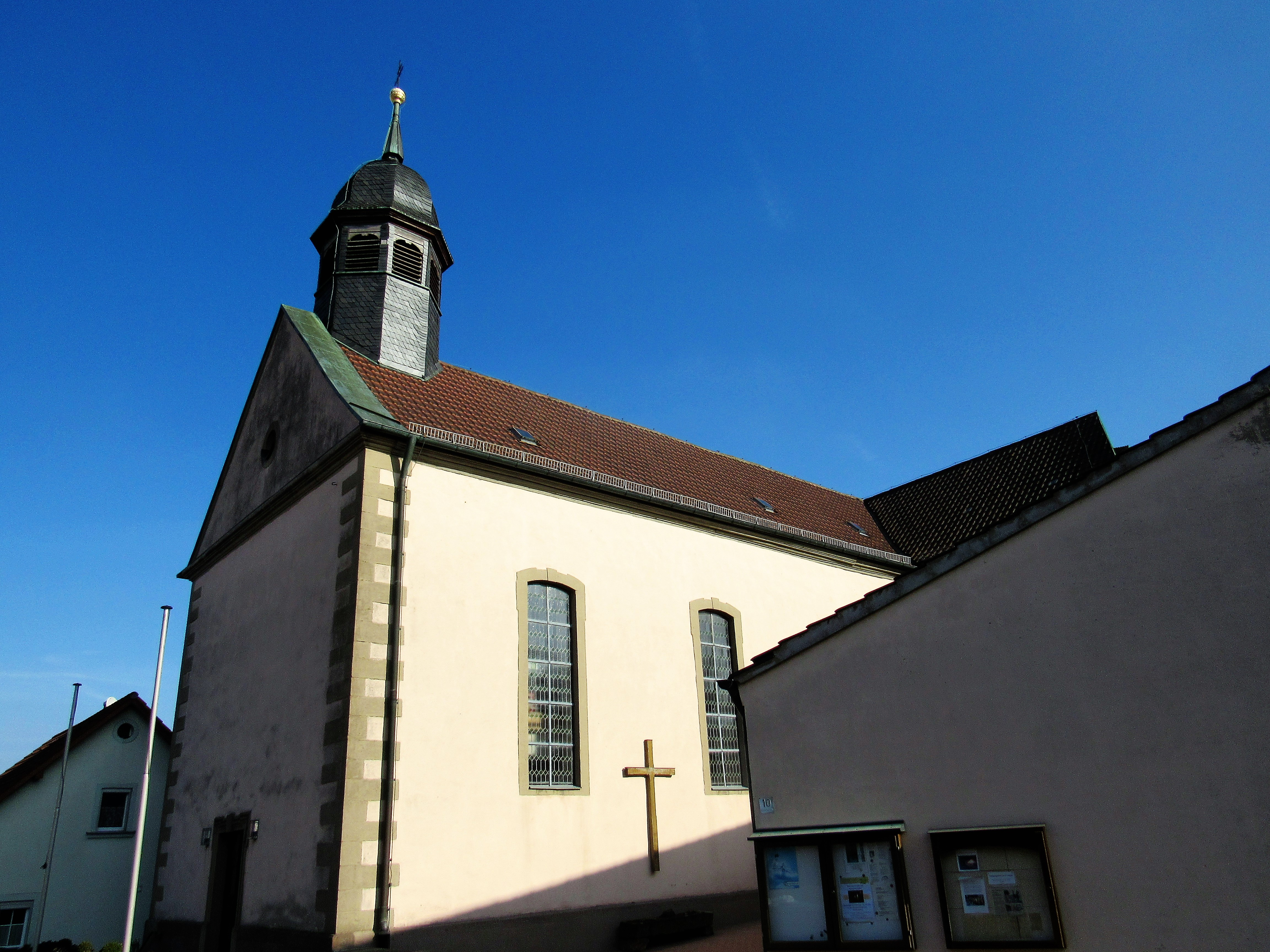
Die Kirche in Schwärzelbach

Die römisch-katholische Filialkirche St. Mauritius ist eine Kirche im bayerischen Schwärzelbach, einem Ortsteil der bayerischen Gemeinde Wartmannsroth im unterfränkischen Landkreis Bad Kissingen.
Die Kirche gehört zu den Baudenkmälern von Wartmannsroth und ist unter der Nummer D-6-72-161-8 in der Bayerischen Denkmalliste registriert.
Die Kirche ist dem Hl. Mauritius geweiht.

## Geschichte
Schwärzelbach war zunächst eine Filiale von Diebach, ab dem Jahr 1737 von Wartmannsroth. Im Jahr 1901 wurde es mit dem Neudorf und Neuwirtshaus eine selbständige Pfarrei.
Die St. Mauritius-Kirche entstand einer Inschrift über dem Nordeingang zufolge im Jahr 1780.
Die Kirche hatte bis zum Jahr 1942 zwei Glocken. Eine Glocke blieb danach im Dachreiter und wurde 1953 für ein neues Geläut eingetauscht.
Im Jahr 1970 begannen die Bauarbeiten für die Sakristei und den Pfarrraum. Im Jahr 1972 fand eine Erweiterung des Kirchengebäudes statt. Am 22. September 1973 wurde die Kirche eingeweiht.

## Beschreibung und Ausstattung
Die Kirche ist ein mit Dachreiter versehener Saalbau, der durch die Erweiterung einen T-förmigen Grundriss erhielt. Das neue Querhaus ersetzte den alten Chor und ist an der Ostseite fensterlos. An der Westseite besitzt der zwei große Glasfronten. Das Langhaus hat drei Fensterachsen. 
Die zentrale Statue des Hochaltars stellt den hl. Mauritius dar und wird von Altarsäulen flankiert. Die Seitenaltäre, links der Kreuzaltar und rechts der Marienaltar, sind im klassizistischen Stil gehalten. Die Ausstattung der Kirche stammt zum Teil aus der zweiten Hälfte des 18. Jahrhunderts.
Die zweimanualige Orgel  mit 13 Registern wurde im Jahr 1961 von der Passauer Firma Eisenbarth auf der westlichen Empore in ein neubarockes Gehäuse eingebaut.
Im Dachreiter hängen drei Glocken, die  1953 von der Glockengießerei Karl Czudnochowsky in Erding gegossen wurden.
| Nr. | Schlagton | Gewicht | Inschrift                                                                               |
| --- | --------- | ------- | --------------------------------------------------------------------------------------- |
| 1   | h´        | 297 kg  | Mein Lied dem König der Ewigkeit.                                                       |
| 2   | d´´       | 185 kg  | Maria, Königin des Friedens, bitte für uns. - Gestiftet von der Gemeinde Schwärzelbach. |
| 3   | e´´       | 118 kg  | Selig alle, deren Namen im Buche des Lebens stehen.                                     |